# Borštnikovo srečanje
Borštnikovo srečanje, ki je poimenovano po utemeljitelju slovenskega sodobnega poklicnega gledališča, igralcu in režiserju Ignaciju Borštniku, je najpomembnejši festival poklicnih gledališč v Sloveniji. Vsako leto se v okviru festivala podeli nagrado za življenjsko delo igralcu oz. igralki, imenovana Borštnikov prstan. Poleg najprestižnejše pa se podeli tudi več nagrad Borštnikovega srečanja za predstavo, režijo, igralske, glasbene in druge umetniške dosežke v minuli sezoni. 

## Zgodovina
Sprva pod imenom Teden slovenskih gledališč (tudi Teden slovenske drame) je festival prvič potekal leta 1966 v Mariboru, po štirih sezonah pa je srečanje z uvedbo nagrad in tekmovalnega dela festivala leta 1970 dobilo današnje ime.  

## Potek
Srečanje poteka približno deset dni v SNG Maribor. Do vključno leta 2020 so ga prirejali v drugi polovici oktobra, 56. srečanje (2021) in naslednja pa so izvedli junija. Udeležujejo se ga slovenska gledališča, zadnja leta pa prihaja tudi vedno več tujih gostov, gostujočih gledališč in strokovnjakov s področja gledališke umetnosti.
Program je sestavljen iz simpozijev, konferenc, razstav in iz tekmovalnega dela, kamor se izmed vseh premier pretekle sezone uvrsti le okoli deset izbranih. Premiere izbirajo selektorji, ki so izvoljeni z dveletnim mandatom.
Ob zaključku festivala se podeljujejo nagrade za najboljšo predstavo, režijo, igralske, glasbene in druge umetniške dosežke, mesto največje nagrade na festivalu pa zavzema Borštnikov prstan, ki se podeljuje izbranemu igralcu ali igralki za življenjsko delo.

## Nagrade in nagrajenci
Nagrade se podeljujejo v več kategorijah. Skozi leta so se imena zanje spreminjala, toda v osnovi so ostale iste. Nekatere se ne podeljujejo več, druge le ob izjemnih dosežkih, tretje pa vsako leto.
- Borštnikov prstan je najprestižnejša nagrada, ki se vsako leto podeli drugemu igralcu ali igralki za življenjsko delo. Prstan nikoli ni enak, marveč je vsakokratno unikatno delo. Igralec ga lahko dobi le enkrat.
- Nagrada za najboljšo uprizoritev v celoti se podeli določeni gledališki skupini za najbolje odigrano gledališko igro po izboru strokovne žirije.
- Režiserji so lahko večkratni dobitniki nagrade za režijo. Največ nagrad, kar sedem, si je skozi leta prislužil Mile Korun, tik za njim pa je s šestimi Dušan Jovanović. Edina do sedaj nagrajena režiserka je Meta Hočevar (1989).
- Nagrado za igro lahko dobijo igralci, ki sodelujejo na Borštnikovem srečanju, saj se jih letno podeli okoli pet. Z osmimi dobljenimi je dobitnik največih nagrad za igro Ivo Ban, sledijo pa mu Branko Šturbej s sedmimi nagradami ter Igor Samobor in Jožica Avbelj s šestimi.
- Z nagrado za mladega igralca/igralko nagradijo obetajoč podmladek že uveljavljenih igralcev. Dobitnik je vsako leto drug.
- Tudi občinstvo je podeljevalo nagrado in tako izbralo njemu najbolj všečnega igralca ali igralko. Nazadnje izbran nagrajenec je bil Radko Polič (2003).
- Prejemniki nagrad za druge dosežke (za scenografijo, kostumografijo, koreografijo, glasbo, oblikovanje luči, masko itd.) niso izbrani vsako leto. Največ izbranih je bilo leta 2009, in to kar trije.
- Posebna nagrada po presoji žirije se podeljuje za posebne in izstopajoče dosežke na področju gledališke igre. Nazadnje je bila podeljena leta 2003.
- Nagrada za estetski preboj in gledališke inovacije je bila nazadnje podeljena leta 2007.
- Nagrada Dominika Smoleta se podeljuje za izvirno dramsko besedilo na tekočem Borštnikovem srečanju ali za prevod, dramatizacijo, jezikovno adaptacijo, lektorski dosežek itd. Ni podeljena vsako leto. Leta 2009 jo je dobil Marko Marinčič za prevod Ajshilove Oresteje.
- Druge nagrade se podelijo še ostalim sodelavcem pri predstavah in uprizoritvah. Kar tri leta zapored je to nagrado dobil Aldo Kumar za glasbo pri uprizoritvah gledaliških predstav.

## Seznami nagrajencev Borštnikovega srečanja
- Seznam prejemnikov nagrad na Borštnikovem srečanju